# Aratoca
Aratoca è un comune della Colombia facente parte del dipartimento di Santander.
L'abitato venne fondato da Domingo de Rojas, Francisco Espinosa, Antonio Solano e Antonio Flórez nel 1750, mentre l'istituzione del comune è del 5 agosto 1975.